# Camilo Martín López Burian
Politólogo e investigador uruguayo. Su labor de investigador se encuentra enfocada en las Relaciones Internacionales, la política exterior uruguaya, la política exterior brasileña, la política exterior comparada, la historia política y la política internacional de los movimientos y partidos de derecha. En 2004, obtuvo el título de profesorado en Historia en el Instituto de Profesores Artigas. Durante los años 2004-2005, estudió un diplomado de Especialización en Ciencia Política. En 2009 alcanzó el título de Maestría en Ciencias Políticas en la Universidad de la República. Finalmente, en 2015 logró el título de Doctorado en Ciencia Política en la Facultad de Ciencias Sociales en la Universidad de la República.

## Aportes Académicos
Durante el 2010-2013, se desempeñó como docente de las materias Historia del Uruguay y la Región, Historia del Institucional del Uruguay, Planificación de estrategia, entre otras, en la Universidad Católica del Uruguay Dámaso Antonio Larrañaga . López Burian también ha laborado en la Facultad de Ciencias Sociales, Facultad de Psicología y en la Facultad de Ciencias Económicas y de Administración, en una de las universidades más importantes y más antiguas de Uruguay, la Universidad de la República (Udelar) durante los años 2012-2016.

## Formación Académica

### Formación Complementaria
Participó en cursos de corta duración como Métodos y Técnicas en Investigación Cuantitativa: Modelos Lineales (simple y múltiple), de elección discreta binaria (logit y logit anidado) y modelos de elección discreta múltiple (logit multinominal y logit multinominal anidado) en la Pontificia Universidad Católica do Rio Grande do Sul en Brasil. Durante el 2012, participó en el curso de Gestión orientada a resultados de desarrollo. Agencia Uruguaya de Cooperación (AUCI) - AECID - CIDEAL en la Presidencia de la República y Unidades Dependientes en la Oficina de Planeamiento y Presupuesto en Uruguay. También participó en eventos como el "Taller de Bases de datos EBSCO (2012)" organizado por la Universidad Católica de Uruguay y el evento "Educación, derechos y ciudadanía (2003) organizado por el Fondo de Naciones Unidas para la Infancia - UNICEF en Uruguay.

## Reconocimientos
A lo largo de su carrera, ha recibido diversos premios en reconocimiento a su labor de investigador político. Entre ellos se encuentra el “Morosoli” de bronce entregado por la Asociación de Investigadoras e Investigadores del Uruguay (Investiga uy) en 2022. En 2016, la Asociación Uruguaya de Ciencia Política (AUCIP) decidió otorgarle el Premio a las Letras 2016 por su obra en Ciencias Sociales: “Partidos políticos y política exterior en Uruguay (1985-2015) La importancia de las instituciones, las ideas y los intereses de los actores" 

## Obras
Una de sus investigaciones más destacadas se titula "Partidos políticos, ideología y política exterior en Uruguay (2010-2014)". En ella, Lopez Burián presenta a la política exterior uruguaya como una política de partidos que es influenciada, principalmente, por la posición ideológica y la estrategia electoral. En ese sentido, postula que en el sistema político uruguayo, los partidos políticos desempeñan un papel central en la estructuración de la agenda política y definen las estrategias de las políticas públicas.
Para sostener su postura utiliza una metodología que incluye la aplicación de una encuesta hacia los legisladores uruguayos. En esta se obtuvo cerca del 96% de respuestas. El análisis de la encuesta gira en torno a la propuesta sobre el ingreso como miembro pleno a la Alianza del Pacífico durante 2010-2014. Además, se muestran datos sobre las preferencias de los legisladores en cuanto a la orientación de la política exterior y quienes podrían ser considerados los principales aliados.
De esta forma, el artículo muestra que, por un lado, la izquierda en Uruguay prioriza las relaciones con países de la región, es decir, sur-sur donde Brasil se encuentra liderando el bloque, pues considera que los países emergentes son sus principales aliados y la integración regional es una vía para fortalecer la posición de los países a nivel global. Por otro lado, la derecha en Uruguay prioriza la apertura al mundo y muestra una preferencia hacia las relaciones norte-sur, donde Estados Unidos lidera el bloque de aliados, pues consideran importante las relaciones internacionales con enfoque en el desarrollo económico del país.
Por ejemplo, cerca del 47% de los legisladores del Frente Amplio, un partido con inclinación de izquierda, considera primordial las relaciones con la región, mientras que fuerzas como el Partido Nacional o Partido Colorado, partidos de derecha, muestran una inclinación hacia la apertura al mundo, pues cerca al 76,2% de sus legisladores lo manifestó de esa manera .
Otra de sus obras más recientes, publicada en 2020, se titula “Las derechas neopatriotas en América Latina” . En ella López Burian junto a José Antonio Sanahuja, postulan que el ascenso de las derechas neopatriotas en América Latina se gesta con el fin de la globalización durante la crisis de 2008. Estas nuevas derechas latinoamericanas, donde se considera como uno de los principales representantes a Jair Bolsonaro en Brasil, forman parte de una tendencia de contestación al orden internacional liberal. En consecuencia, estas nuevas fuerzas políticas expresan un cuestionamiento a la globalización y sus instituciones. Ello marca una distancia con la derecha liberal-conservadora. Otro rasgo que se resalta de esta nueva derecha neopatriotica es el alineamiento que guarda con Estados Unidos y su respuesta al multilateralismo y regionalismo. 
Sin embargo, una de sus más destacadas investigaciones se titula “Partidos políticos y política exterior en Uruguay (1985-2015) La importancia de las instituciones, las ideas y los intereses de los actores. Esta investigación le permitió obtener el Premio a las Letras 2016. En este trabajo, al igual que en otras de sus publicaciones, López Burián deja clara la idea de que la política exterior de Uruguay, en realidad, es una política de partidos y no una de Estado, es decir, priman los partidos políticos y sus facciones. La preocupación radica en analizar los ideales e intereses de los partidos políticos para así comprender su actuar en la política exterior.
La metodología para esta investigación utiliza la herramienta de process tracing este enfoque histórico ayuda a contextualizar el análisis y encontrar las causas que explican la postura que toma cada partido. Asimismo, el análisis documental y el de entrevistas complementan la perspectiva histórica del process tracing, por ejemplo, se logró encuestar a 125 legisladores de 130 para comprender su posicionamiento respecto a la política exterior como también se logró entrevistar a 51 actores altamente involucrados con la política exterior uruguaya. Con ello se pretende identificar las variables que condicionan la preferencia de la política exterior en Uruguay. 
La orientación de la política exterior de Uruguay es la variable dependiente donde los partidos políticos , las fracciones y los agrupamientos de las fracciones se encuentran alterados por la ideología, las instituciones y los cambios de composición del gobierno. De esta forma, por un lado, en cuanto a la ideología, se menciona que los partidos de izquierda priorizan como aliados a los países del sur emergente, mientras que los partidos de la derecha se inclinan por las alianzas con países desarrollados. Por otro lado, en cuanto a las instituciones políticas, las reglas institucionales propician que los partidos y sus fracciones sean los actores principales en la política exterior, pues fomentan la cooperación y competencia entre actores. Asimismo, los cambios en la composición del gobierno como "el giro a la izquierda" en Uruguay generan una reorientación en la política exterior que se ve influenciada por las tensiones internas de los partidos y que, finalmente, determinan las decisiones en cuanto a la política exterior.
Asimismo, López ha hecho otras contribuciones relevantes para la Ciencia Política:
- El rol del Estado en la responsabilidad social de las empresas
- La política exterior en el gobierno de Mujica (2010-2013)
- La política exterior como política pública: Ideas, intereses e instituciones. Debates teóricos recientes desde la Ciencia Política
- Partidos políticos, ideología y política exterior en Uruguay (2010-2014)
- Partidos políticos y política exterior en Uruguay (1985-2015) La importancia de las instituciones, las ideas y los intereses de los actores
- El discurso político partidario sobre la política exterior en Brasil y Uruguay (2003-2014)
- Uruguay y la Alianza del Pacífico: ¿repensando el modelo de inserción internacional?
- La política exterior uruguaya entre Vázquez y Vázquez (2010-2015)
- El Mercosur y el desafío del liderazgo brasileño en la era del crecimiento chino: una perspectiva de la política exterior uruguaya
- El tercer gobierno del Frente Amplio en Uruguay: Supremacía electoral de la izquierda y perspectiva de reformas institucionales
- El consenso de los partidos Colorado y Nacional en la política externa de Uruguay (1985-2005)
- La política exterior brasileña del siglo XXI: un cambio epocal
- El Brasil de Bolsonaro, las orientaciones posibles de su política exterior y el futuro del regionalismo en Sudamérica.
- Liderazgos y regionalismos en las relaciones internacionales latinoamericanas
- Uruguay en la pandemia en medio del retorno de la derecha: convertirse en un enclave
- Uruguay, los regionalismos y la integración regional: El partido nacional, su neoherrerismo y la desvinculación de la región como estrategia
- Las derechas neopatriotas en América Latina
- La nueva extrema derecha neopatriótica latinoamericana : el internacionalismo reaccionario y su desafío al orden liberal internacional
- La extrema derecha neopatria latinoamericana: entre la crisis de la globalización y los procesos políticos regionales
- Hispanidad e iberosfera: antiglobalismo, internacionalismo reaccionario y ultraderecha neopatria en Iberoamérica